# Fiordo di Carlsberg

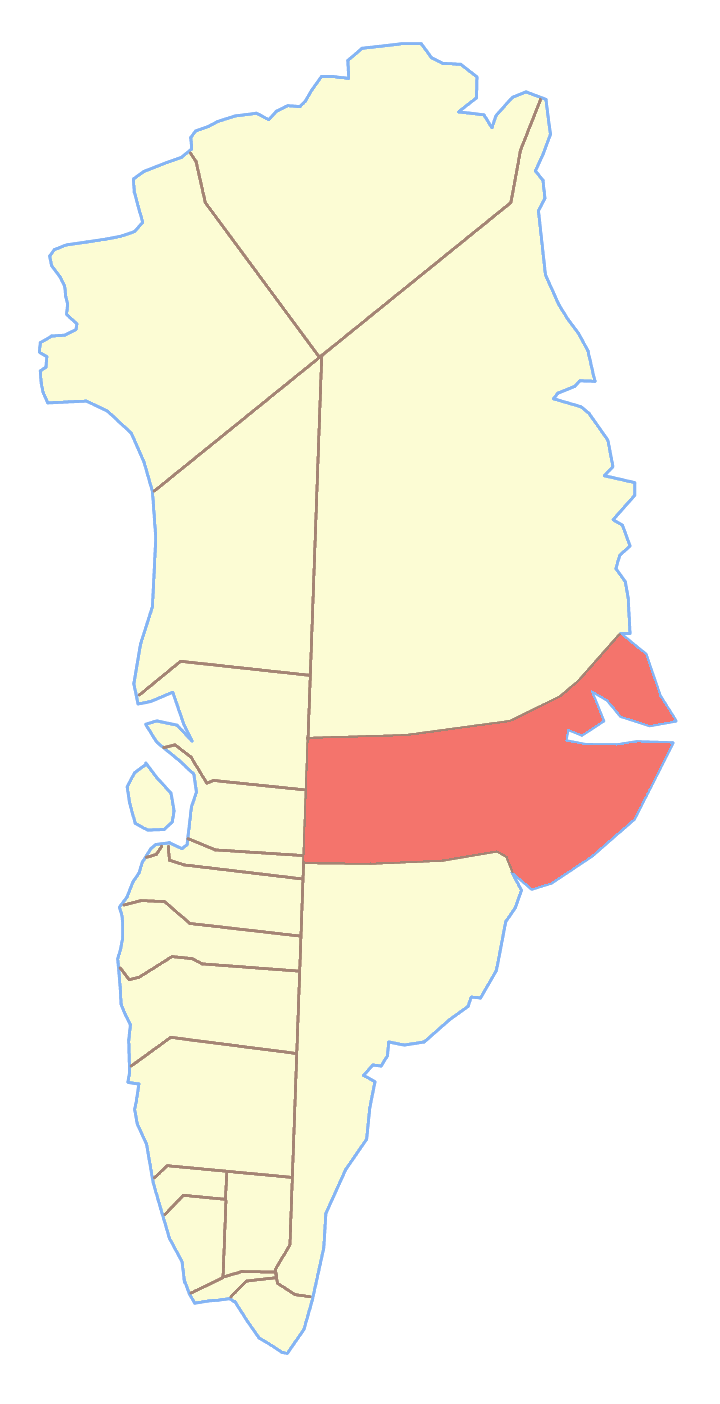
Ex comune di Ittoqqortoormiit, dove si trovava il fiordo di Carlsberg

Il fiordo di Carlsberg (danese Carlsberg Fjord) è un fiordo della Groenlandia di 35 km. Si trova a 71°27'N 22°24'O; appartiene al comune di Sermersooq.